# Péninsule Burrard
Pour les articles homonymes, voir Burrard.
La péninsule Burrard (anglais : Burrard Peninsula) est une péninsule des Basses-terres continentales, au sud-ouest de la Colombie-Britannique, au Canada. Elle est bordée par la baie Burrard (nord), le fleuve Fraser (sud), le détroit de Géorgie (ouest) et la Pitt (est). La ville de Vancouver s'étend sur la moitié occidentale.